# Paweł Niemczuk
Paweł Jarosław Niemczuk (ur. 22 kwietnia 1972 w Parczewie) – polski lekarz weterynarii i urzędnik państwowy, w latach 2016–2019 oraz 2021–2024 Główny Lekarz Weterynarii, a w 2019 jego zastępca.

## Życiorys
Absolwent Akademii Rolniczej w Lublinie, na której ukończył również studia specjalizacyjne z zakresu epizootiologii i administracji weterynaryjnej. Odbył też liczne kursy krajowe i zagraniczne, m.in. w Liverpoolu i Hanowerze oraz w Państwowym Instytucie Weterynaryjnym – Państwowym Instytucie Badawczym w Puławach. Od 2000 pracował w gdańskim oddziale Inspekcji Weterynaryjnej, dochodząc do stanowiska Pomorskiego Wojewódzkiego Inspektora Weterynaryjnego. 30 grudnia 2016 powołany przez premier Beatę Szydło na stanowisko Głównego Lekarza Weterynarii w miejsce Włodzimierza Skorupskiego. 7 maja 2019 odwołany ze stanowiska, objął stanowisko zastępcy GLW ds. zdrowia zwierząt oraz Unii Europejskiej i współpracy z zagranicą. 30 października tego samego roku przestał pełnić tę funkcję. 9 listopada 2021 powołany przez premiera Mateusza Morawieckiego na stanowisko Głównego Lekarza Weterynarii w miejsce Mirosława Welza. 27 marca 2024 zakończył pełnienie tej funkcji.